# Leobersdorf
Leobersdorf osztrák mezőváros Alsó-Ausztria Badeni járásában. 2022 januárjában 5118 lakosa volt. 

## Elhelyezkedése

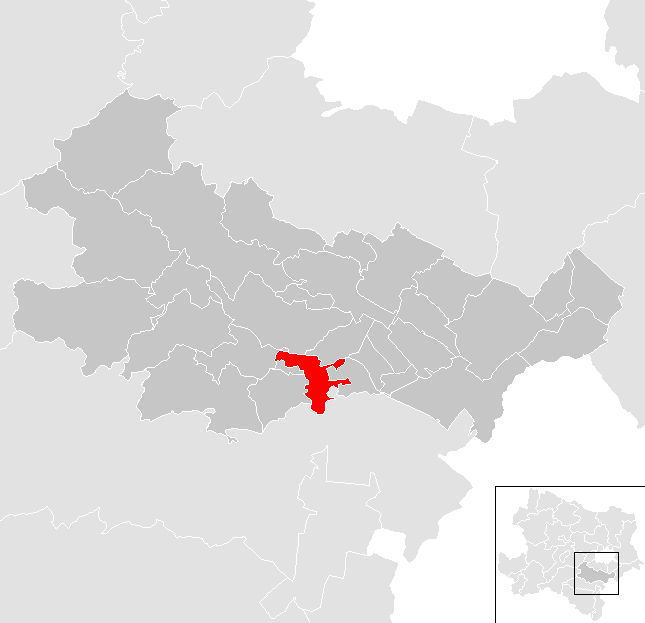
Leobersdorf a Badeni járásban

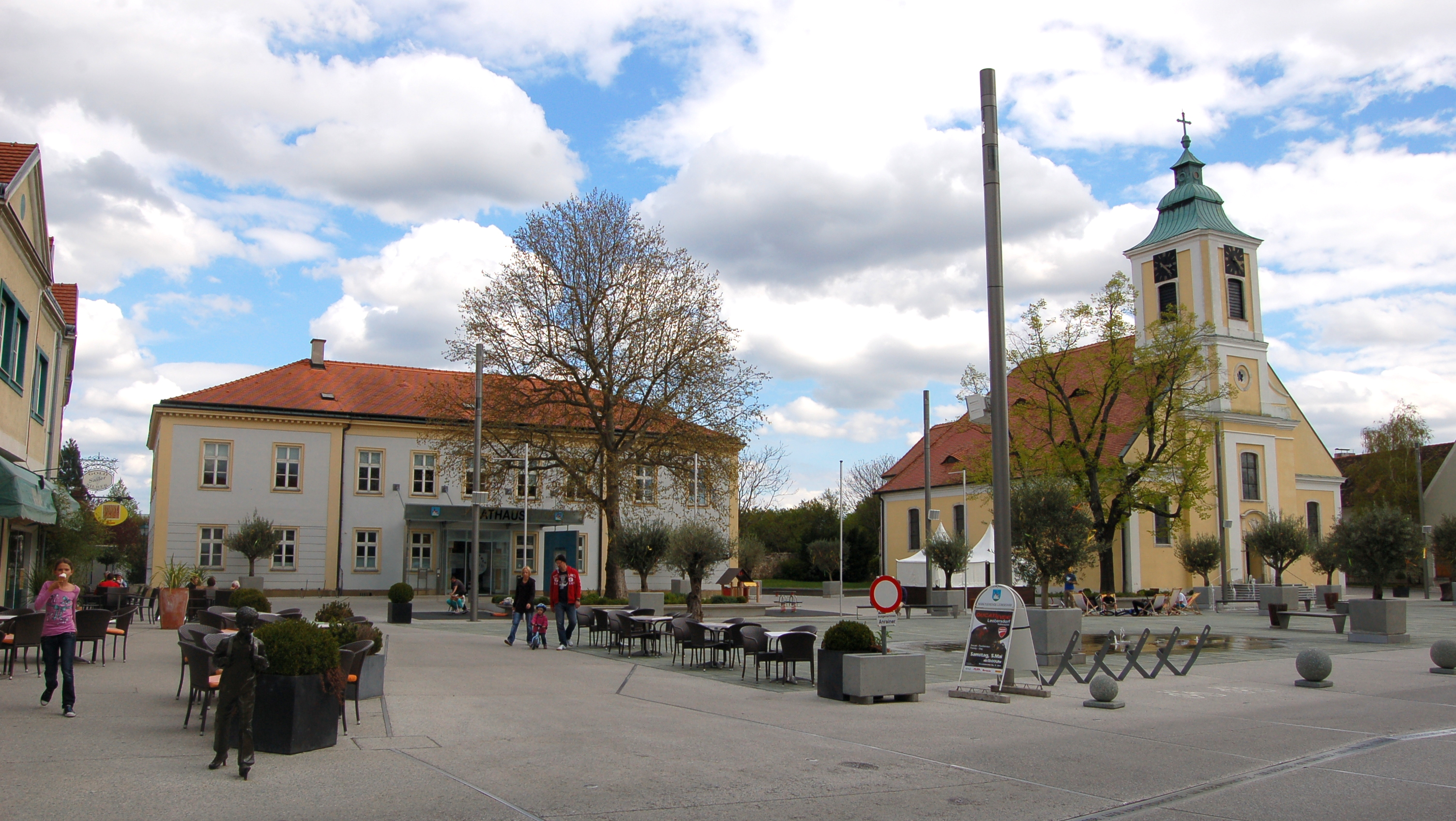
A Szt. Márton-plébániatemplom

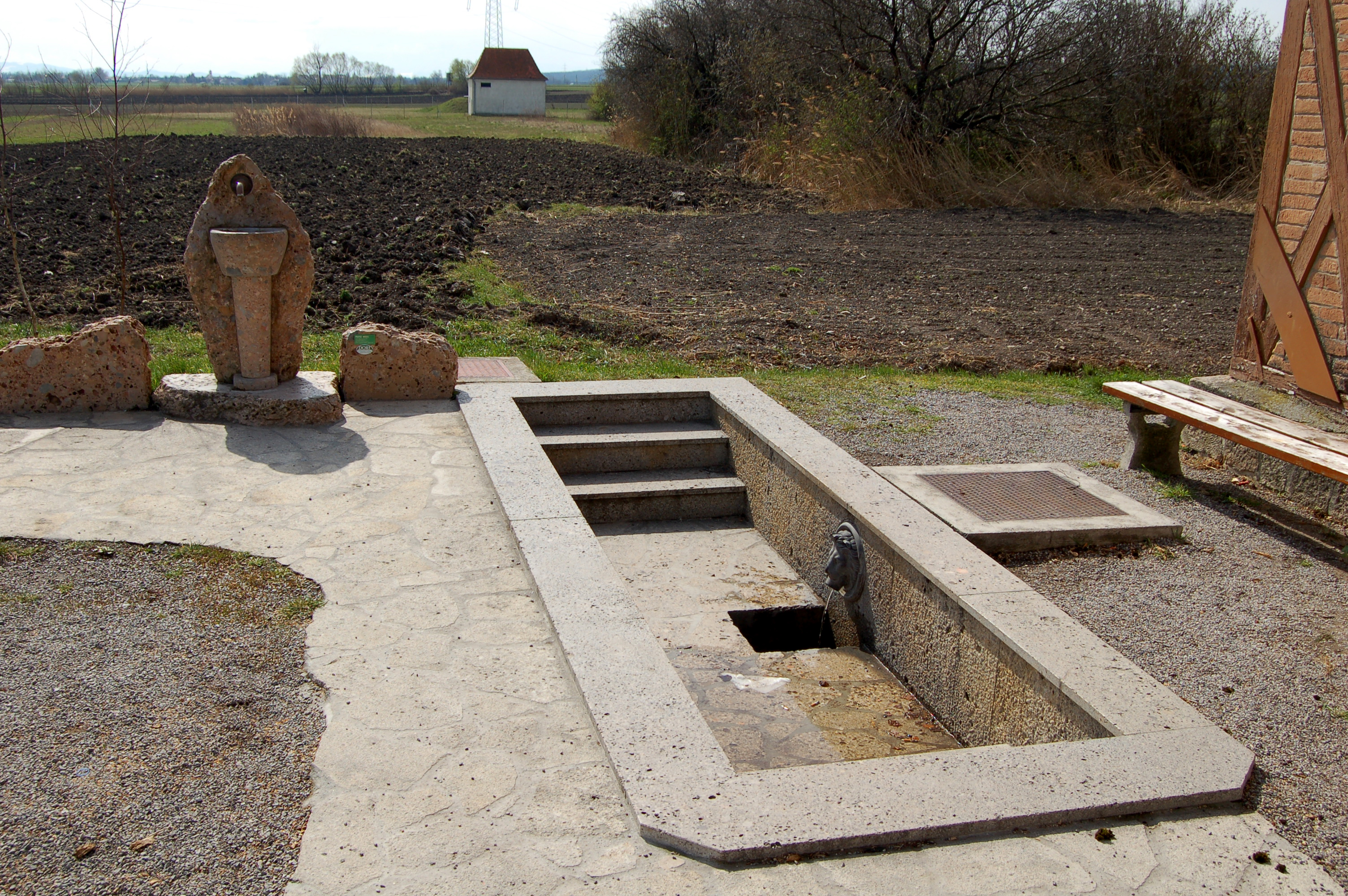
A leobersdorfi gyógyforrás

Leobersdorf a tartomány Industrieviertel régiójában fekszik, a Bécsi-medence délnyugati peremén, a Triesting folyó mentén. Területének 15,8%-a erdő, 49,4% áll mezőgazdasági művelés alatt. Az önkormányzathoz egyetlen település tartozik. 
A környező önkormányzatok: délnyugatra Enzesfeld-Lindabrunn, nyugatra Hirtenberg, északnyugatra Berndorf, északra Bad Vöslau, északkeletre Kottingbrunn, keletre Schönau an der Triesting, délkeletre Sollenau, délre Matzendorf-Hölles.

## Története
Az ember első nyomai Leobersdorf területén kb i. e. 3000-ből származnak. I. e. 350 kelta település jött itt létre. 
Leobersdorfot egy 1165/1174-es oklevélben említik először. Neve szláv vagy kelta eredetű lehet. 1313-ban mezővárosi jogokat kapott Szép Frigyes királytól. Bécs két török ostroma alatt a települést elpusztították. A napóleoni háborúk alatt, 1809-ben a franciák szállták meg és több épületet leromboltak. 

## Lakosság
A leobersdorfi önkormányzat területén 2022 januárjában 5118 fő élt. A lakosságszám 1981-től gyarapodó tendenciát mutat. 2020-ban az ittlakók 85,4%-a volt osztrák állampolgár; a külföldiek közül 1,3% a régi (2004 előtti), 4,4% az új EU-tagállamokból érkezett. 6,9% az egykori Jugoszlávia (Szlovénia és Horvátország nélkül) vagy Törökország, 2% egyéb országok polgára volt. 2001-ben a lakosok 58,9%-a római katolikusnak, 5,4% evangélikusnak, 6% ortodoxnak, 10,8% mohamedánnak, 17,4% pedig felekezeten kívülinek vallotta magát. Ugyanekkor a legnagyobb nemzetiségi csoportokat a németek (78,9%) mellett a törökök (8,7%), a szerbek (6,5%), a horvátok (1,8%) és a magyarok (1,1%) alkották.
A népesség változása:

| 2016 | 4 924 |
| 2018 | 4 915 |

## Látnivalók
- a Szt. Márton-plébániatemplom
- a leobersdorfi gyógyforrás

## Fordítás
- Ez a szócikk részben vagy egészben  a   Leobersdorf című német Wikipédia-szócikk ezen változatának fordításán alapul.  Az eredeti cikk szerkesztőit annak laptörténete sorolja fel. Ez a jelzés csupán a megfogalmazás eredetét és a szerzői jogokat jelzi, nem szolgál a cikkben szereplő információk forrásmegjelöléseként.